# Estação Marina

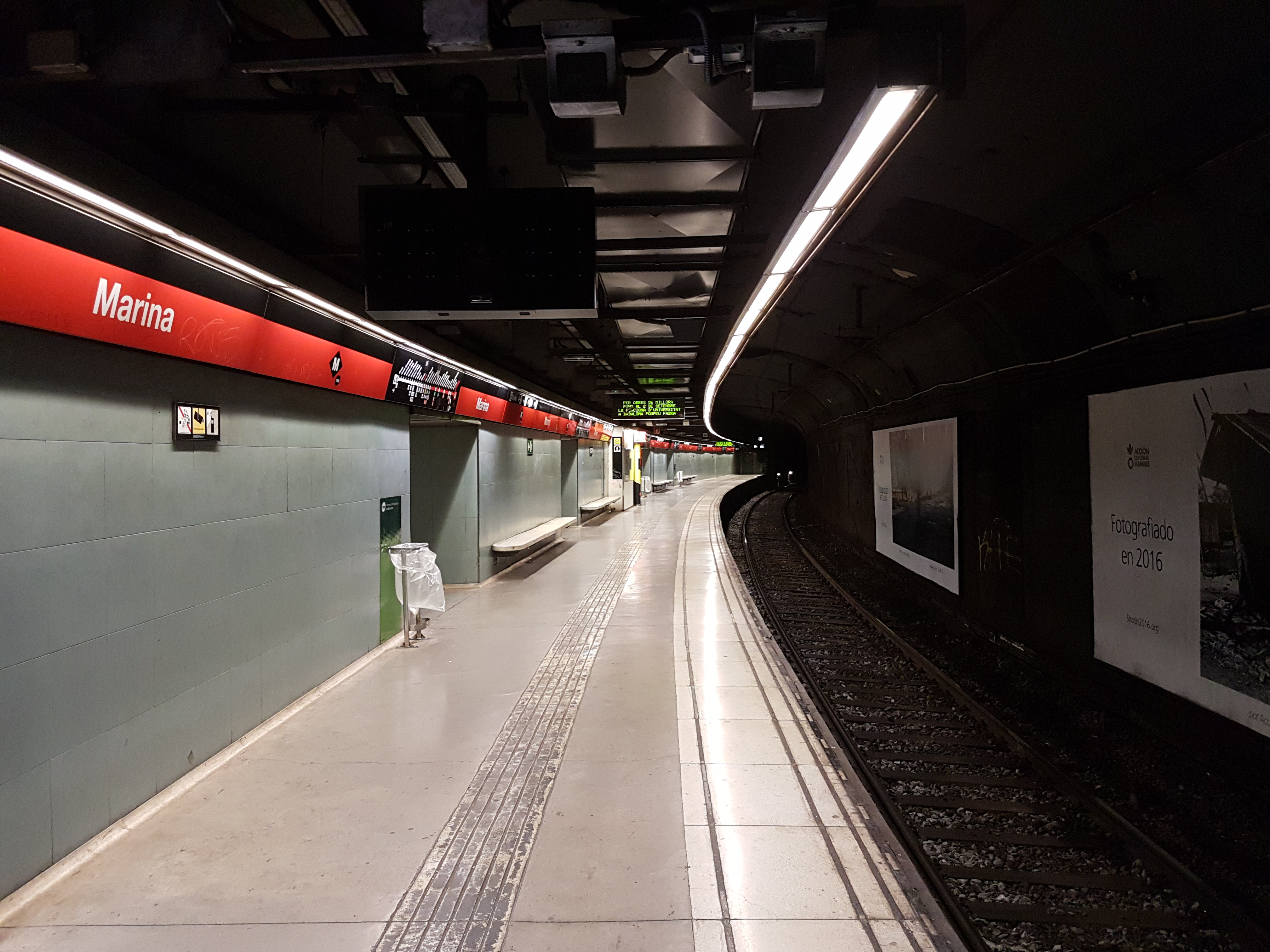
Estação Marina em 2018.

Marina é uma estação da Linha 1 do Metro de Barcelona.

## História
A estação de metrô entrou em funcionamento em 1933, como estação terminal de uma extensão da estação Arc de Triomf, e se tornou uma estação de passagem em 1951, quando a linha L1 foi estendida para a estação Clot. Quando construídas, as plataformas da estação estavam localizadas abaixo dos ramais da antiga estação ferroviária Estació del Nord e, como consequência, agora estão abaixo do Parc de l'Estació del Nord, que substituiu esses ramais. Embora a Estació del Nord em si tenha sido convertida em uma estação de ônibus e praça de esportes, essas instalações são mais facilmente acessadas a partir da estação de metrô Arc de Triomf. A estação de bonde adjacente foi inaugurada em 2004.